# Jessica Bruder

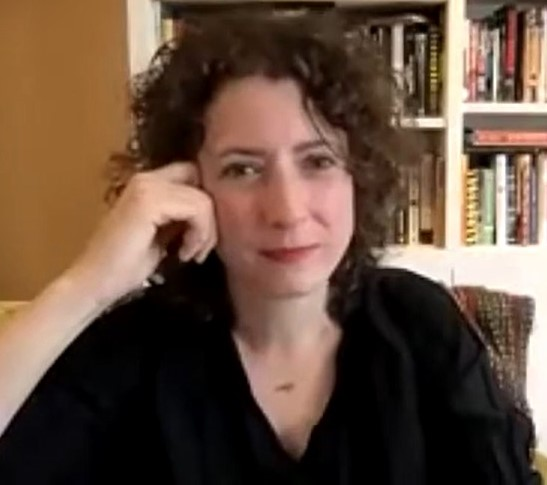
Jessica Bruder (2021)

Jessica Bruder (* in Clifton (New Jersey)) ist eine US-amerikanische Journalistin. Sie schreibt vor allem über Subkulturen und lehrt Erzählendes Schreiben (narrative writing) an der Columbia University Graduate School of Journalism im New Yorker Stadtteil Manhattan.

## Leben
Bruder wuchs in Montclair (New Jersey) auf. Sie studierte am Amherst College, das sie 2000 abschloss. 2004 erhielt sie einen Master im Fach Journalismus an der Columbia University.
Bruder lebt in Brooklyn, New York  City.

## Werk
Bruder schreibt seit 2003 für die New York Times. Ebenso schreibt sie für WIRED, das New York Magazine sowie für Harper’s Magazine. Ihr erstes Buch war Burning Book: A Visual History of Burning Man. Als Filmproduzentin war sie an dem Film CamperForce, beteiligt, bei dem Brett Story Regie führte und Laura Poitras die Executive Producer für Field of Vision war.
Für ihr 2017 erschienenes Buch Nomadland: Surviving America in the Twenty-First Century, (deutsch: Nomaden der Arbeit. Überleben in den USA im 21. Jahrhundert) verbrachte sie Monate in einem Wohnmobil, das sie Halen nannte. Sie dokumentierte darin Amerikaner, die traditionelles Wohnen aufgeben, um ständig unterwegs zu leben. Das Projekt erstreckte sich über drei Jahre und über mehr als 15.000 Meilen Fahrstrecke von Küste zu Küste und von Mexiko bis zur kanadischen Grenze. Nomadland wurde 2017 mit dem 2017 Barnes & Noble Discover Award ausgezeichnet und kam beim J. Anthony Lukas Prize sowie beim Helen Bernstein Book Award in die Endausscheidung. Das Buch ist mehrfach mit John Steinbecks Früchte des Zorns verglichen worden.

### Film
Im Februar 2019 gab Fox Searchlight Pictures bekannt, dass Frances McDormand und Peter Spears eine Option auf die Verfilmung von Nomadland erworben hatten. McDormand war sowohl Produzentin als auch Hauptdarstellerin in dem Film, bei dem Chloé Zhao Regie führte. Der Film gewann zahlreiche Preise, darunter  2020 den Goldenen Löwen der Internationalen Filmfestspiele von Venedig sowie 2021 zwei Golden Globes und drei Oscars.

## Werke
- Nomadland. Surviving America in the twenty-first century. W.W. Norton & Company, New York 2017, ISBN 978-0-393-24931-6.

(deutsch) Nomaden der Arbeit. Überleben in den USA im 21. Jahrhundert. Blessing, München 2019, ISBN 978-3-89667-630-6.